# Шётле, Густав
Густав Вальтер Эрнст Шётле (нем. Gustav Walther Ernst Schoettle; 2 марта 1877, Штутгарт — после 1954) — американский музыкальный педагог немецкого происхождения.
На протяжении десяти лет учился музыке в Штутгарте, после чего в 1893 г. эмигрировал в США. Гастролировал как пианист, затем в 1895 г. обосновался в Канзас-Сити (Миссури), работал аккомпаниатором в одном из местных хоров, затем в 1899 г. основал собственный мужской хор «Клуб Шуберта» (англ. Schubert Club) в составе 35 исполнителей. Преподавал, в 1908 г. женился (вторым браком) на своей ученице Элис Элмер (1881—1954), ставшей его ассистенткой, специализировавшейся на работе с маленькими детьми. Их дети Элмер Шётле и Луиза Шётле выступали как фортепианный дуэт с юного возраста. Кроме того, под руководством Шётле начинал учиться музыке Вирджил Томсон.
В 1910 г. Шётле возглавил созданную незадолго до этого Школу музыки Айовского университета, где наряду с преподавательской деятельностью выступал и с фортепианными концертами, первый же из которых, включавший сочинения Фридерика Шопена, Иоахима Раффа, Теодора Лешетицкого, Луи Брассена и Бенжамена Годара, имел большой успех. В 1914 г. Шётле, однако, был уволен из университета и перебрался в соседний Де-Мойн, где возглавил городской оркестр, затем в 1916—1917 гг. работал в Митчеле, а в 1918 г. перебрался в Миннеаполис и возглавил Северо-Западную школу музыки, затем в 1921 г. основал и возглавил Миннеаполисское хоровое общество. В 1931 г. был семья Шётле переехала в Денвер, где Густав Шётле несколько лет занимал должность директора Денверской школы музыки и театра.